# Un grand amour
Az Un grand amour (magyarul: Egy nagy szerelem) dal, amely Luxemburgot képviselte az 1958-as Eurovíziós Dalfesztiválon. A dalt Solange Berry adta elő francia nyelven.
A dal a francia sanzonok stílusában íródott, melyben az énekesnő a "nagy szerelem" váratlanságáról beszél. A dal végén azt is elmondja, hogy nem rossz dolog, ha a barátság helyettesíti ezt az érzést.
A március 12-én rendezett döntőben a fellépési sorrendben negyedikként adták elő, a francia André Claveau Dors, mon amour című dala után és a svéd Alice Babs Lilla stjärna című dala előtt. A szavazás során egy pontot szerzett, ami Hollandiával holtversenyben az utolsó helyet érte a tízfős mezőnyben.

## Kapott pontok
| Kapott pontok                                                                                 |  |  |  |  |  |  |  |  |  | 1 |
| A tábla a fellépés sorrendjében van rendezve. A szavazás menete fordított sorrendben történt. |  |  |  |  |  |  |  |  |  |   |

## Fordítás
- Ez a szócikk részben vagy egészben  az   Un grand amour című angol Wikipédia-szócikk ezen változatának fordításán alapul.  Az eredeti cikk szerkesztőit annak laptörténete sorolja fel. Ez a jelzés csupán a megfogalmazás eredetét és a szerzői jogokat jelzi, nem szolgál a cikkben szereplő információk forrásmegjelöléseként.

## Külső hivatkozások
- Dalszöveg
- YouTube videó: Az Un grand amour című dal előadása a hilversumi döntőben